# NGC 5224
NGC 5224 је спирална галаксија у сазвежђу Девица која се налази на NGC листи објеката дубоког неба.
Деклинација објекта је + 6° 28' 54" а ректасцензија 13h 35m 8,8s. Привидна величина (магнитуда) објекта NGC 5224 износи 14,0 а фотографска магнитуда 14,8. NGC 5224 је још познат и под ознакама MCG 1-35-9, CGCG 45-30, NPM1G +06.0389, PGC 47884.